# Super League 2019-2020
La Super League 2019-2020, nota come Raiffeisen Super League 2019-2020 per motivi di sponsorizzazione, è stata la 123ª edizione della massima divisione del campionato svizzero di calcio, la 17ª edizione sotto l'attuale denominazione, iniziata il 19 luglio 2019, sospesa il 13 marzo 2020 a causa della pandemia di COVID-19, ripresa il 19 giugno 2020 e terminata il 3 agosto seguente. Lo Young Boys si è riconfermato campione vincendo il torneo per il terzo anno di fila, la quattordicesima volta nella sua storia.

## Stagione

### Novità
Dalla Super League 2018-2019 è stato retrocesso in cadetteria il Grasshoppers, classificatosi all'ultimo posto, mentre dalla Challenge League 2018-2019 è stato promosso il Servette.
Nel Ranking UEFA la Svizzera è scesa al 17º posto, pertanto da questa stagione avrà diritto ad avere una sola squadra qualificata alla UEFA Champions League (che partirà dal secondo turno preliminare), oltre a tre squadre in UEFA Europa League: una delle squadre sarà la vincente della Coppa Svizzera che partirà dal terzo turno preliminare, le altre due qualificate saranno la seconda e la terza classificata, che partiranno rispettivamente dal secondo e dal primo turno preliminare.

### Formula
Le 10 squadre partecipanti si affrontano in un doppio girone all'italiana con partite di andata e ritorno per un totale di 36 giornate. Confermato lo spareggio promozione-retrocessione, che vede affrontarsi la nona classificata di Super League e la seconda di Challenge League in una sfida di andata e ritorno.
- La squadra campione di Svizzera è ammessa al secondo turno di qualificazione della UEFA Champions League 2020-2021.
- La 2ª classificata è ammessa al secondo turno di qualificazione della UEFA Europa League 2020-2021.
- La 3ª classificata è ammessa al primo turno di qualificazione della UEFA Europa League 2020-2021.
- La 9ª classificata è ammessa allo spareggio promozione-retrocessione.
- L'ultima classificata retrocede in Challenge League.

## Squadre partecipanti
| Club            | Stagione | Città     | Stadio              | Stagione precedente          |
| --------------- | -------- | --------- | ------------------- | ---------------------------- |
| Basilea         | dettagli | Basilea   | St. Jakob-Park      | 2º posto in Super League     |
| Lucerna         | dettagli | Lucerna   | Swissporarena       | 5º posto in Super League     |
| Lugano          | dettagli | Lugano    | Stadio di Cornaredo | 3º posto in Super League     |
| Neuchâtel Xamax | dettagli | Neuchâtel | La Maladière        | 9º posto in Super League     |
| Servette        | dettagli | Ginevra   | Stade de Genève     | 1º posto in Challenge League |
| San Gallo       | dettagli | San Gallo | Kybunpark           | 6º posto in Super League     |
| Sion            | dettagli | Sion      | Stade Tourbillon    | 8º posto in Super League     |
| Thun            | dettagli | Thun      | Stockhorn Arena     | 4º posto in Super League     |
| Young Boys      | dettagli | Berna     | Stade de Suisse     | Campione di Svizzera         |
| Zurigo          | dettagli | Zurigo    | Stadio Letzigrund   | 7º posto in Super League     |

## Allenatori e primatisti
| Squadra         | Allenatore | Giocatore più presente (tra parentesi il numero delle presenze)               | Capocannoniere (tra parentesi il numero dei gol segnati) |
| --------------- | --- | ----------------------------------------------------------------------------- | -------------------------------------------------------- |
| Basilea         | Marcel Koller                                                                                                 | Fabian Frei (33) Eray Cömert (33)                                             | Arthur Cabral (14)                                       |
| Lucerna         | Thomas Häberli (1ª-18ª) Fabio Celestini (19ª-36ª)                                                             | Francesco Margiotta (35) Marius Müller (35)                                   | Francesco Margiotta (11)                                 |
| Lugano          | Fabio Celestini (1ª-12ª) Maurizio Jacobacci (13ª-36ª)                                                         | Noam Baumann (35)                                                             | Mijat Marić (6) Alexander Gerndt (6)                     |
| Neuchatel Xamax | Joël Magnin (1ª-28ª) Stéphane Henchoz (29ª-36ª)                                                               | Raphaël Nuzzolo (35) Léo Seydoux (35)                                         | Raphaël Nuzzolo (13)                                     |
| San Gallo       | Peter Zeidler                                                                                                 | Silvan Hefti (34) Leonidas Stergiou (34) Lukas Görtler (34) Cedric Itten (34) | Cedric Itten (19)                                        |
| Servette        | Alain Geiger                                                                                                  | Jérémy Frick (34) Miroslav Stevanović (34)                                    | Koro Koné (11)                                           |
| Sion            | Stéphane Henchoz (1ª-13ª) Christian Zermatten (14ª-18ª) Ricardo Dionísio (19ª-23ª) Paolo Tramezzani (24ª-36ª) | Pajtim Kasami (35)                                                            | Pajtim Kasami (11)                                       |
| Thun            | Marc Schneider                                                                                                | Basil Stillhart (33)                                                          | Ridge Munsy (12)                                         |
| Young Boys      | Gerardo Seoane                                                                                                | David von Ballmoos (34)                                                       | Jean-Pierre Nsame (32)                                   |
| Zurigo          | Ludovic Magnin                                                                                                | Yanick Brecher (33)                                                           | Blaž Kramer (10)                                         |

## Classifica finale
|  | Pos. | Squadra         | Pt | G  | V  | N  | P  | GF | GS | DR  |
|  | ---- | --------------- | -- | -- | -- | -- | -- | -- | -- | --- |
|  | 1.   | Young Boys      | 76 | 36 | 23 | 7  | 6  | 80 | 41 | +39 |
|  | 2.   | San Gallo       | 68 | 36 | 21 | 5  | 10 | 79 | 56 | +23 |
|  | 3.   | Basilea         | 62 | 36 | 18 | 8  | 10 | 74 | 38 | +36 |
|  | 4.   | Servette        | 49 | 36 | 12 | 13 | 11 | 57 | 48 | +9  |
|  | 5.   | Lugano          | 47 | 36 | 11 | 14 | 11 | 46 | 46 | 0   |
|  | 6.   | Lucerna         | 46 | 36 | 13 | 7  | 16 | 42 | 50 | -8  |
|  | 7.   | Zurigo          | 43 | 36 | 12 | 7  | 17 | 45 | 72 | -27 |
|  | 8.   | Sion            | 39 | 36 | 10 | 9  | 17 | 40 | 55 | -15 |
|  | 9.   | Thun            | 38 | 36 | 10 | 8  | 18 | 45 | 67 | -22 |
|  | 10.  | Neuchâtel Xamax | 27 | 36 | 5  | 12 | 19 | 33 | 68 | -35 |

Legenda:
      Campione di Svizzera e ammessa al secondo turno di qualificazione della UEFA Champions League 2020-2021.
      Ammesse alle qualificazioni della UEFA Europa League 2020-2021.
  Ammessa allo spareggio promozione-retrocessione.
      Retrocessa in Challenge League 2020-2021.
Note:
Tre punti a vittoria, uno a pareggio, zero a sconfitta.
In caso di arrivo di due o più squadre a pari punti, la graduatoria verrà stilata in base ai seguenti criteri:
- Differenza reti generale.
- Reti realizzate in generale.
- Differenza reti negli scontri diretti.
- Maggior numero di reti in trasferta.
- Sorteggio.

## Risultati

### Prima fase
|                 | BAS  | LUC  | LUG  | NEU  | SAN  | SER  | SIO  | THU  | YOU  | ZUR  |
| --------------- | ---- | ---- | ---- | ---- | ---- | ---- | ---- | ---- | ---- | ---- |
| Basilea         | –––– | 3-0  | 2-1  | 1-1  | 1-2  | 3-1  | 4-0  | 3-1  | 3-0  | 4-0  |
| Lucerna         | 2-1  | –––– | 1-2  | 1-0  | 1-4  | 1-2  | 3-1  | 0-2  | 2-2  | 0-0  |
| Lugano          | 0-3  | 1-1  | –––– | 0-1  | 1-3  | 1-0  | 0-1  | 0-0  | 0-0  | 0-0  |
| Neuchatel Xamax | 0-3  | 2-0  | 1-1  | –––– | 1-1  | 2-2  | 1-3  | 2-3  | 0-1  | 0-1  |
| San Gallo       | 0-0  | 0-2  | 3-2  | 4-1  | –––– | 3-1  | 3-0  | 4-0  | 2-3  | 1-3  |
| Servette        | 2-0  | 1-0  | 0-0  | 2-2  | 1-2  | –––– | 0-0  | 2-1  | 3-0  | 0-1  |
| Sion            | 1-4  | 2-1  | 1-2  | 1-1  | 1-2  | 1-1  | –––– | 2-1  | 3-4  | 3-1  |
| Thun            | 2-3  | 0-2  | 0-3  | 2-2  | 1-4  | 0-4  | 0-1  | –––– | 1-1  | 0-1  |
| Young Boys      | 1-1  | 1-0  | 2-0  | 4-1  | 4-3  | 1-1  | 3-2  | 4-2  | –––– | 4-0  |
| Zurigo          | 3-2  | 3-0  | 0-4  | 2-2  | 2-1  | 0-5  | 4-2  | 2-0  | 0-4  | –––– |

### Seconda fase
|                 | BAS  | LUC  | LUG  | NEU  | SAN  | SER  | SIO  | THU  | YOU  | ZUR  |
| --------------- | ---- | ---- | ---- | ---- | ---- | ---- | ---- | ---- | ---- | ---- |
| Basilea         | –––– | 0-0  | 4-4  | 2-0  | 1-2  | 2-2  | 2-0  | 0-1  | 3-2  | 4-0  |
| Lucerna         | 2-1  | –––– | 3-3  | 1-2  | 1-0  | 2-2  | 1-2  | 3-0  | 2-0  | 2-1  |
| Lugano          | 2-1  | 2-0  | –––– | 1-1  | 3-3  | 3-1  | 0-0  | 1-1  | 2-1  | 1-0  |
| Neuchatel Xamax | 1-2  | 0-1  | 0-1  | –––– | 1-2  | 1-2  | 0-0  | 2-1  | 0-1  | 1-1  |
| San Gallo       | 0-5  | 4-1  | 3-1  | 6-0  | –––– | 1-0  | 2-1  | 3-2  | 3-3  | 0-4  |
| Servette        | 2-2  | 2-0  | 1-1  | 4-1  | 1-1  | –––– | 1-2  | 2-0  | 1-1  | 4-1  |
| Sion            | 1-0  | 0-2  | 1-1  | 1-2  | 1-2  | 1-1  | –––– | 1-1  | 0-1  | 1-1  |
| Thun            | 0-0  | 1-1  | 3-2  | 3-0  | 2-1  | 5-1  | 2-1  | –––– | 1-0  | 3-2  |
| Young Boys      | 2-0  | 1-0  | 3-0  | 6-0  | 3-1  | 4-2  | 1-0  | 4-0  | –––– | 3-2  |
| Zurigo          | 0-4  | 2-3  | 1-0  | 1-1  | 1-3  | 2-0  | 0-2  | 3-3  | 0-5  | –––– |

## Spareggi

### Spareggio promozione-retrocessione
|       | Risultati |       | Luogo e data         |
| ----- | --------- | ----- | -------------------- |
| Vaduz | 2-0       | Thun  | Vaduz, 7 agosto 2020 |
| Thun  | 4-3       | Vaduz | Thun, 10 agosto 2020 |
|       |           |       |                      |

## Statistiche

### Squadre

#### Capoliste solitarie
|    | —— | ——         | ——         | ——         | ——      | —— | ——      | ——      | ——      | ——      | ——         | ——         | ——         | ——         | ——         | ——         | ——         | ——         | ——  | ——  | ——  | ——  | ——  | ——  | ——  | ——        | ——        | ——  | ——        | ——        | ——         | ——         | ——         | ——         | ——         | —— |  |
|    |    | Young Boys | Young Boys | Young Boys | Basilea |    | Basilea | Basilea | Basilea | Basilea | Young Boys | Young Boys | Young Boys | Young Boys | Young Boys | Young Boys | Young Boys | Young Boys |     |     |     |     |     |     |     | San Gallo | San Gallo |     | San Gallo | San Gallo | Young Boys | Young Boys | Young Boys | Young Boys | Young Boys |    |  |
|    |    |            |            |            |         |    |         |         |         |         |            |            |            |            |            |            |            |            |     |     |     |     |     |     |     |           |           |     |           |           |            |            |            |            |            |    |  |
|    |    |            |            |            |         |    |         |         |         |         |            |            |            |            |            |            |            |            |     |     |     |     |     |     |     |           |           |     |           |           |            |            |            |            |            |    |  |
| 1ª | 2ª | 3ª         | 4ª         | 5ª         | 6ª      | 7ª | 8ª      | 9ª      | 10ª     | 11ª     | 12ª        | 13ª        | 14ª        | 15ª        | 16ª        | 17ª        | 18ª        | 19ª        | 20ª | 21ª | 22ª | 23ª | 24ª | 25ª | 26ª | 27ª       | 28ª       | 29ª | 30ª       | 31ª       | 32ª        | 33ª        | 34ª        | 35ª        | 36ª        |    |  |

#### Classifica in divenire
|                 | 1ª | 2ª | 3ª | 4ª | 5ª | 6ª | 7ª | 8ª | 9ª | 10ª | 11ª | 12ª | 13ª | 14ª | 15ª | 16ª | 17ª | 18ª | 19ª | 20ª | 21ª | 22ª | 23ª | 24ª | 25ª | 26ª | 27ª | 28ª | 29ª | 30ª | 31ª | 32ª | 33ª | 34ª | 35ª | 36ª |
| --------------- | -- | -- | -- | -- | -- | -- | -- | -- | -- | --- | --- | --- | --- | --- | --- | --- | --- | --- | --- | --- | --- | --- | --- | --- | --- | --- | --- | --- | --- | --- | --- | --- | --- | --- | --- | --- |
| Young Boys      | 1  | 4  | 7  | 10 | 13 | 14 | 15 | 16 | 19 | 22  | 25  | 28  | 28  | 31  | 34  | 34  | 37  | 38  | 41  | 41  | 44  | 44  | 45  | 48  | 48  | 51  | 52  | 55  | 58  | 58  | 61  | 64  | 67  | 70  | 73  | 76  |
| Basilea         | 3  | 3  | 6  | 9  | 12 | 15 | 16 | 19 | 22 | 23  | 26  | 26  | 27  | 30  | 30  | 33  | 36  | 36  | 36  | 36  | 39  | 39  | 40  | 40  | 43  | 46  | 46  | 49  | 49  | 52  | 55  | 56  | 59  | 60  | 61  | 62  |
| Lugano          | 3  | 4  | 4  | 4  | 4  | 4  | 5  | 6  | 6  | 9   | 10  | 10  | 13  | 13  | 16  | 19  | 20  | 21  | 21  | 22  | 22  | 25  | 26  | 27  | 30  | 30  | 33  | 33  | 34  | 35  | 36  | 37  | 40  | 41  | 44  | 47  |
| Lucerna         | 3  | 4  | 4  | 4  | 4  | 5  | 6  | 9  | 9  | 12  | 15  | 15  | 15  | 15  | 15  | 15  | 15  | 18  | 21  | 24  | 27  | 30  | 31  | 34  | 34  | 35  | 38  | 41  | 41  | 42  | 42  | 42  | 42  | 42  | 45  | 46  |
| Sion            | 0  | 1  | 4  | 7  | 10 | 13 | 16 | 16 | 16 | 16  | 16  | 17  | 17  | 17  | 17  | 20  | 20  | 21  | 21  | 22  | 22  | 22  | 23  | 23  | 24  | 24  | 24  | 24  | 27  | 30  | 31  | 32  | 35  | 36  | 36  | 39  |
| San Gallo       | 0  | 3  | 4  | 4  | 7  | 7  | 10 | 13 | 16 | 17  | 20  | 23  | 26  | 26  | 29  | 32  | 35  | 35  | 38  | 41  | 44  | 44  | 45  | 48  | 48  | 51  | 54  | 57  | 58  | 59  | 62  | 62  | 62  | 65  | 68  | 68  |
| Thun            | 1  | 2  | 2  | 5  | 5  | 5  | 5  | 6  | 6  | 6   | 6   | 6   | 6   | 9   | 9   | 9   | 9   | 9   | 12  | 12  | 15  | 18  | 19  | 19  | 22  | 22  | 25  | 25  | 25  | 28  | 29  | 32  | 35  | 36  | 37  | 38  |
| Zurigo          | 0  | 1  | 1  | 2  | 2  | 5  | 8  | 8  | 11 | 11  | 12  | 15  | 18  | 21  | 24  | 27  | 27  | 30  | 30  | 31  | 31  | 31  | 32  | 32  | 35  | 38  | 38  | 41  | 42  | 42  | 42  | 42  | 42  | 42  | 42  | 43  |
| Neuchatel Xamax | 1  | 1  | 2  | 3  | 3  | 4  | 4  | 4  | 7  | 8   | 8   | 11  | 12  | 12  | 12  | 12  | 13  | 14  | 14  | 15  | 15  | 18  | 19  | 22  | 22  | 22  | 22  | 22  | 23  | 23  | 24  | 27  | 27  | 27  | 27  | 27  |
| Servette        | 1  | 2  | 5  | 5  | 8  | 9  | 9  | 10 | 10 | 11  | 11  | 12  | 15  | 18  | 21  | 21  | 24  | 27  | 30  | 33  | 33  | 36  | 37  | 38  | 39  | 40  | 41  | 41  | 44  | 45  | 45  | 46  | 46  | 49  | 49  | 49  |

#### Classifiche di rendimento

##### Rendimento andata-ritorno
| Andata          | Andata | Ritorno         | Ritorno |
|                 |        |                 |         |
| Young Boys      | 38     | Young Boys      | 38      |
| Basilea         | 36     | San Gallo       | 33      |
| San Gallo       | 35     | Thun            | 29      |
| Zurigo          | 30     | Lucerna         | 28      |
| Servette        | 27     | Basilea         | 26      |
| Lugano          | 21     | Lugano          | 26      |
| Sion            | 21     | Servette        | 22      |
| Lucerna         | 18     | Sion            | 18      |
| Neuchatel Xamax | 14     | Zurigo          | 13      |
| Thun            | 9      | Neuchatel Xamax | 13      |

##### Rendimento casa-trasferta
| Casa            | Casa | Trasferta       | Trasferta |
|                 |      |                 |           |
| Young Boys      | 50   | San Gallo       | 33        |
| Basilea         | 37   | Young Boys      | 26        |
| San Gallo       | 35   | Basilea         | 25        |
| Servette        | 31   | Lugano          | 21        |
| Lucerna         | 28   | Sion            | 21        |
| Lugano          | 26   | Zurigo          | 19        |
| Thun            | 25   | Servette        | 18        |
| Zurigo          | 24   | Lucerna         | 18        |
| Sion            | 18   | Neuchatel Xamax | 16        |
| Neuchatel Xamax | 11   | Thun            | 13        |

#### Primati stagionali
Squadre
- Maggior numero di vittorie: Young Boys (23)
- Maggior numero di pareggi: Lugano (14)
- Maggior numero di sconfitte: Neuchatel Xamax (19)
- Minor numero di vittorie: Neuchatel Xamax (5)
- Minor numero di pareggi: San Gallo (5)
- Minor numero di sconfitte: Young Boys (6)
- Miglior attacco: Young Boys (80 gol fatti)
- Peggior attacco: Neuchatel Xamax (33 gol fatti)
- Miglior difesa: Basilea (38 gol subiti)
- Peggior difesa: Zurigo (72 gol subiti)
- Miglior differenza reti: Young Boys (+39)
- Peggior differenza reti: Neuchatel Xamax (-35)
- Miglior serie positiva: Young Boys (12, 1ª-12ª)
- Peggior serie negativa: Zurigo (6, 30ª-35ª) , Lucerna (6, 12ª-17ª)
- Maggior numero di vittorie consecutive: Young Boys (6, 31ª-36ª)

Partite
- Più gol (8):

Basilea-Lugano 4-4, 26 luglio 2020
- Maggior scarto di gol (6): Young Boys-Neuchatel Xamax 6-0, San Gallo-Neuchatel Xamax 6-0
- Maggior numero di reti in una giornata: 24 gol nella 14ª giornata
- Minor numero di reti in una giornata: 4 gol nella 2ª giornata
- Maggior numero di espulsioni in una giornata: 4 in 27ª giornata, 29ª giornata

### Individuali

#### Classifica marcatori
| Gol | Rigori |  | Giocatore           | Squadra         |
| --- | ------ |  | ------------------- | --------------- |
| 32  | 3      |  | Jean-Pierre Nsame   | Young Boys      |
| 19  | 2      |  | Cedric Itten        | San Gallo       |
| 14  | 0      |  | Arthur Cabral       | Basilea         |
| 14  | 0      |  | Ermedin Demirović   | San Gallo       |
| 13  | 0      |  | Kemal Ademi         | Basilea         |
| 13  | 6      |  | Jordi Quintillà     | San Gallo       |
| 13  | 3      |  | Raphaël Nuzzolo     | Neuchatel Xamax |
| 12  | 0      |  | Ridge Munsy         | Thun            |
| 11  | 1      |  | Pajtim Kasami       | Sion            |
| 11  | 1      |  | Koro Koné           | Servette        |
| 11  | 2      |  | Francesco Margiotta | Lucerna         |
| 10  | 0      |  | Fabian Frei         | Basilea         |
| 10  | 0      |  | Blaž Kramer         | Zurigo          |
| 8   | 2      |  | Pascal Schürpf      | Lucerna         |
| 8   | 0      |  | Miroslav Stevanović | Servette        |
| 8   | 0      |  | Valentin Stocker    | Basilea         |

#### Media spettatori
| Club            | Pos. | Media  | Totale  | Abbonamenti |
| --------------- | ---- | ------ | ------- | ----------- |
| Young Boys      | 1    | 16 671 | 300 084 |             |
| Basilea         | 2    | 15 118 | 272 116 |             |
| San Gallo       | 3    | 9 626  | 173 267 |             |
| Zurigo          | 4    | 6 422  | 115 598 |             |
| Lucerna         | 5    | 6 025  | 108 447 |             |
| Sion            | 6    | 5 672  | 102 100 |             |
| Servette        | 7    | 4 724  | 85 028  |             |
| Neuchatel Xamax | 8    | 3 984  | 71 720  |             |
| Thun            | 9    | 3 907  | 70 326  |             |
| Lugano          | 10   | 2 431  | 43 759  |             |

#### Arbitri
- Fedayi San (22)
- Sandro Schärer (21)
- Adrien Jaccottet (20)
- Alain Bieri (18)
- Lukas Fähndrich (18)
- Lionel Tschudi (18)
- Urs Schnyder (16)
- Alessandro Dudic (12)
- Stephan Klossner (10)

- Luca Piccolo (8)
- Stefan Horisberger (7)
- Nikolaj Hänni (5)
- Karim Abed (1)
- Aristotelis Diamantopoulos (1)
- Stéphanie Frappart (1)
- Clément Turpin (1)
- Athanasios Tzilos (1)